# صناعة سويسرية
صناعة سويسرية هي عبارة عن علامة أو إشارة تستخدم لتوضيح أن منتجًا تم تصنيعه أو تجميعه في سويسرا أو المنطقة الجغرافية الجغرافية. وفقًا للقانون الفيدرالي السويسري بشأن حماية العلامات التجارية وبيانات المصدر، ليتم تصنيف السلعة أو الخدمة على أنها «سويسرية الصنع»:
- بالنسبة للمنتجات الغذائية: يجب أن يكون 80٪ من وزن المواد الخام وعملية المعالجة الأساسية في سويسرا.
- بالنسبة للمنتجات الصناعية: يجب أن تحدث 60٪ من تكاليف التصنيع وخطوة التصنيع الأساسية في سويسرا.
- للخدمات: يجب أن يكون مقر الشركة والإدارة في سويسرا.

وغالبًا ما يرتبط هذا الشرط بالساعات المصنوعة في سويسرا، يعتبر القانون السويسري أن الساعة مصنوعة سويسريًا إذا كانت محرك الساعة سويسريا، وإذا تم تجميع أجزائها في المنطقة السويسرية، وتم فحصها النهائي في سويسرا، وعلى الأقل 60٪ من تكاليف التصنيع محلية. إلى جانب المتطلبات «صناعة سويسرية»، قد تحمل الساعات علامة أجزاء الساعة السويسرية ("Movt Swiss") إذا كان نصف الأجزاء المجمعة على الأقل من صنع سويسري. بالإضافة إلى "Swiss Swiss" و "Swiss Movt"، يجوز للساعات بموجب القانون السويسري حمل الكلمات "Suisse" و "produit suisse" و "fabriqué en Suisse" و "qualité suisse" أو ببساطة الترجمة الإنجليزية "Swiss".
قد تختلف المتطلبات القانونية لاستخدام مصطلح «سويسري الصنع» خارج نطاق القضاء السويسري.